# Жовтобрюшка
Жовто́брюшка (Eremomela) — рід горобцеподібних птахів родини тамікових (Cisticolidae). Представники цього роду мешкають в Африці на південь від Сахари.

## Види
Виділяють одинадцять видів:
- Жовтобрюшка світлоброва (Eremomela icteropygialis)
- Жовтобрюшка сіровола (Eremomela salvadorii)[3]
- Жовтобрюшка сомалійська (Eremomela flavicrissalis)
- Жовтобрюшка сенегальська (Eremomela pusilla)
- Жовтобрюшка маскова (Eremomela canescens)
- Жовтобрюшка південна (Eremomela scotops)
- Жовтобрюшка пустельна (Eremomela gregalis)
- Жовтобрюшка акацієва (Eremomela usticollis)
- Жовтобрюшка рудоголова (Eremomela badiceps)
- Жовтобрюшка рудолоба (Eremomela turneri)
- Жовтобрюшка чорносмуга (Eremomela atricollis)

## Етимологія
Наукова назва роду Eremomela  походить від сполучення слів дав.-гр. ερημος — пустеля і дав.-гр. μελος — пісня, мелодія.